# As-Sura
As-Sura (àrab: الصَّورة, aṣ-Ṣūra) és una vila palestina de la governació d'Hebron, a Cisjordània, situada 15 kilòmetres a sud-est d'Hebron. Segons l'Oficina Central Palestina d'Estadístiques tenia 2.542 habitants el 2016. Les instal·lacions d'atenció primària de salut del poble s'obtenen a Imreish on són designades pel Ministeri de Salut com a nivell 1.